# Los límites del crecimiento

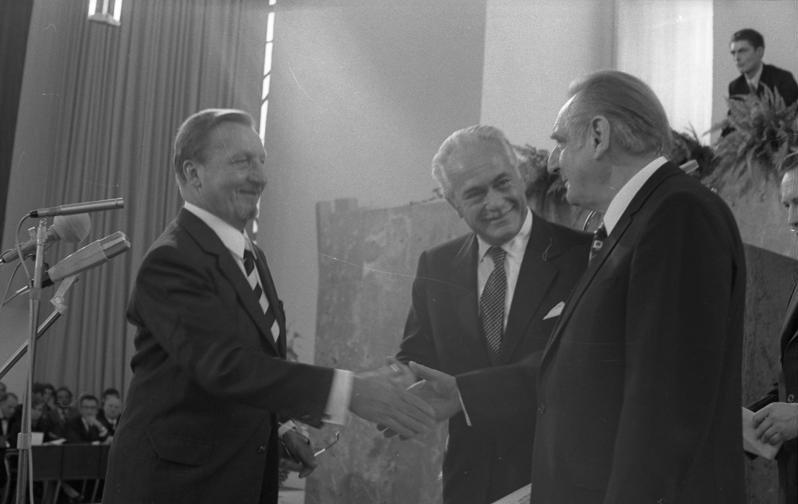
Entrega del Premio de la Paz del Comercio Librero Alemán, en 1973, al Club de Roma en Fráncfort del Meno. De izquierda a derecha: Dr. Ernst Klett, el Dr. Aurelio Peccei y el Prof. Dr. Eduard Pestel

Los límites del crecimiento (en inglés The Limits to Growth) es un informe encargado al MIT por el Club de Roma que fue publicado en 1972, poco antes de la primera crisis del petróleo. La autora principal del informe, en el que colaboraron 17 profesionales, fue Donella Meadows, biofísica y científica ambiental, especializada en dinámica de sistemas.

## Los límites del crecimiento(1972)
| Equipo de trabajo - 1972             |
| ------------------------------------ |
| Dra. Donella H. Meadows (EE. UU.)    |
| Prof. Dennis Meadows (EE. UU.)       |
| Dr. Jørgen Randers (Noruega)         |
| Farhad Hakimzadeh (Irán)             |
| Judith A. Machen (EE. UU.)           |
| Dr. Alison A. Anderson (EE. UU.)     |
| Nirmala S. Murthy (India)            |
| Ilyas Bayar (Turquía)                |
| Dr. John A. Seeger (EE. UU.)         |
| Dr. Erich Zahn (Alemania)            |
| Dr. Jay M. Anderson (EE. UU.)        |
| Dr. William W. Behrens III (EE. UU.) |
| Dr. Steffen Harbordt (Alemania)      |
| Dr. Peter Milling (Alemania)         |
| Dr. Roger F. Naill (EE. UU.)         |
| Stephen Schantzis (EE. UU.)          |
| Marilyn Williams (EE. UU.)           |

La conclusión del informe de 1972 fue la siguiente: si el actual incremento de la población mundial, la industrialización, la contaminación, la producción de alimentos y la explotación de los recursos naturales se mantiene sin variación, alcanzará los límites absolutos de crecimiento en la Tierra durante los próximos cien años.
El informe se basa en la simulación informática del programa World3, creado por los autores del informe con el objetivo de recrear el crecimiento de la población, el crecimiento económico y el incremento de la huella ecológica de la población sobre la tierra en los próximos 100 años, según los datos disponibles hasta la fecha. La tesis principal del libro es que, «en un planeta limitado, las dinámicas de crecimiento exponencial (población y producto per cápita) no son sostenibles». Así, el planeta pone límites al crecimiento, como los recursos naturales no renovables, la tierra cultivable finita, y la capacidad del ecosistema para absorber la polución producto del quehacer humano, entre otros.
El programa informático World3, en diversas simulaciones da como resultado una extralimitación en el uso de los recursos naturales y su progresivo agotamiento, seguido de un colapso en la producción agrícola e industrial y posteriormente de un decrecimiento brusco de la población humana. Es por eso por lo que los autores exponen como una posible solución a este colapso el «crecimiento cero» o «estado estacionario», deteniendo el crecimiento exponencial de la economía y la población, de modo que los recursos naturales que quedan no sean mermados por el crecimiento económico para que de esa forma puedan perdurar más en el tiempo.
Es posible modificar las tasas de desarrollo y alcanzar una condición de estabilidad ecológica, sostenible, incluso a largo plazo. El estado de equilibrio global debería ser diseñado de manera que las necesidades de cada persona sobre la tierra sean satisfechas, y que cada uno tenga iguales posibilidades de realizar su propio potencial humano. El texto se convertiría en toda una referencia a finales de ese mismo año cuando tomó forma la Declaración de Estocolmo, un acuerdo que nacía tras la Conferencia de Naciones Unidas sobre el Medio Humano, celebrada en Estocolmo en junio de 1972.

## Más allá de los límites del crecimiento(1992)
En 1992, 20 años después de la publicación original, se actualizó y publicó una nueva versión del informe titulado Más allá de los límites del crecimiento, en la cual, con base en los datos recolectados desde entonces, se exponía que la humanidad ya había superado la capacidad de carga del planeta para sostener su población.

## Los límites del crecimiento: 30 años después(2004)
El 1 de junio de 2004 se publica (en inglés por la editorial Chelsea Green Publishing Company, en español por Galaxia Gutenberg) la versión actualizada e integral de las dos versiones anteriores, con el título Los límites del crecimiento: 30 años después. En esta publicación se aborda la discusión sobre el imparable crecimiento de la población mundial, el aumento de la producción industrial, el agotamiento de los recursos, la contaminación y la tecnología. Entre otras cosas se señala que: «no puede haber un crecimiento poblacional, económico e industrial ilimitado en un planeta de recursos limitados». En esta versión se actualizan e integran las dos versiones precedentes.

## Los límites del crecimiento(2012)
En 2012 se edita en francés el libro Les limites à la croissance (dans un monde fini), última edición de Los límites del crecimiento. En esta edición los autores disponen de datos fiables en numerosas áreas (el clima y la biosfera, en particular), según los cuales ya estaríamos en los límites físicos. La conclusión por tanto es menos polémica y los autores no tienen ningún problema para mostrar, mediante el instrumento de la huella ecológica, que el crecimiento económico de los últimos cuarenta años es una danza en los bordes de un volcán que nos está preparando a una transición inevitable. Además se dedican dos capítulos para proponer posibles transiciones que deben ser rápidas, apoyados en ejemplos, para evitar el temido colapso. Los autores destacan la importancia de las inversiones que tendrán que comprometerse con la necesaria transición hacia una sociedad que consuma recursos sostenibles.